# Criminal Tribes Act

Le Criminal Tribes Act (CTA), littéralement Loi sur les tribus criminelles, est un ensemble de lois coloniales qui s'appliquaient en Inde, promulguées pendant la domination britannique dès les années 1870, et qui criminalisaient des communautés entières en désignant leurs membres comme des criminels de naissance, supposés avoir une propension à commettre des infractions telles que le vol. Ces lois donnaient à l'autorité coloniale la possibilité d'assujettir des populations à un contrôle policier étroit, de restreindre leurs déplacements, de les assigner dans des colonies de  redressement (settlements),, sans qu'il y ait eu procès.
Le premier CTA promulgué en 1871 (Criminal Tribes Act 1871), s'appliquait principalement en Inde du Nord ; il a été étendu à la présidence du Bengale et à d'autres régions en 1876, et mis à jour avec le Criminal Tribes Act 1911, qui s'appliquait aussi à la présidence de Madras. La loi a subi plusieurs modifications au cours de la décennie suivante et, finalement, le Criminal Tribes Act de 1924 les a toutes incorporées.
Au moment de l'indépendance de l'Inde en 1947, treize millions de personnes dans 127 communautés étaient soumises à des fouilles et à des arrestations si un membre du groupe était trouvé en dehors de la zone prescrite. La loi a été abrogée en août 1949 et les anciennes «tribus criminelles» ont été dénotifiées en 1952, lorsque la loi a été remplacée par la loi sur les récidivistes (Habitual Offenders Act) de 1952 qui en perpétuait certaines dispositions attentatoires à l'égalité entre citoyens. En 1961, les gouvernements des États de l'Inde ont commencé à publier des listes de ces tribus,.
Aujourd'hui, il existe 313 tribus nomades (Nomadic Tribes) et 198 tribus dénotifiées (Denotified Tribes) en Inde  mais l'héritage du passé continue d'affecter la majorité des 60 millions de personnes appartenant à ces tribus, parce qu'elles demeurent associées à des stéréotypes véhiculés par la police et les médias, et aussi du fait que leurs difficultés économiques perdurent. Beaucoup d'entre elles sont encore décrites comme Vimukta Jatis, ou " anciennes tribus criminelles",,.

## Origines du Criminal Tribes Act

### Révolte de 1857
La sociologue Meena Radhakrishna écrit qu'après la révolte des cipayes de 1857, parfois appelée première guerre d'indépendance indienne, les Britanniques ont perçu de nombreux chefs tribaux qui avaient participé au soulèvement, tels qu'Avantibai (en) et Dhan Singh Gurjar (en), comme des  traîtres et des rebelles.
De manière plus générale, les Britanniques éprouvaient le besoin d'identifier les groupes susceptibles de mettre leur autorité en danger. De plus, selon Marie Fourcade, en compartimentant la société indienne, ils divisaient pour mieux régner : « le régime colonial avait avantage à diviser la société qu'il dirigeait en différents blocs sociaux ».

### Nomadisme
Beaucoup de ces « tribus » étant de petites communautés pauvres, de basse caste et des populations nomades en marge de la société, vivant dans les forêts, composées d'éleveurs, de gitans, ne paraissaient pas conformes aux modes de vie européens dominants qui impliquaient une agriculture sédentaire et un travail salarié. Au Royaume-Uni les personnes ayant un mode de vie nomade étaient considérées comme une menace pour la société du XIXe siècle et surveillées. L'équivalence établie par les Britanniques dans l'Inde du XIXe siècle entre mobilité et délinquance s'enracinait dans la vision contemporaine selon laquelle
« le vagabondage était la "pépinière du crime" ».
Le gouvernement colonial a réuni sous l'expression «tribus criminelles» errantes des groupes très divers : des vagabonds, des commerçants itinérants, des nomades et des gitans ; tous, même les « eunuques » (hijras), ont été regroupés, et leurs descendants étiquetés comme  problématiques pour le maintien de l'ordre,. Pour Elsa Chavinier, « le colonisateur fait référence par ce terme de «tribu» à des populations qui n’ont souvent en commun que leur pauvreté, populations qu’il oppose à la "civilisation", la sienne ».

### Invention de la «tribu»
Selon Elsa Chavinier, les administrateurs et anthropologues britanniques ont inventé la catégorie de tribu en Inde. « A été désigné comme tribu ce qui, dans le monde indien, ne relevait pas d’une organisation musulmane, ou de la caste telle que pouvaient la définir les élites brahmanes urbaines : le reliquat donc ». Les personnes classées dans des tribus étaient aux yeux des Britanniques toutes celles qui n'étaient ni hindoues ni musulmanes quand elles n'étaient pas organisées en castes. De plus les Britanniques associaient les « tribus » à la pratiques d'une économie primitive et à la mobilité.
Quant à la qualification de tribu « criminelle », elle se réfère au droit criminel dans le droit occidental. Marie Fourcade précise que l'expression  « tribu criminelle » « n'est l'équivalent d'aucune expression vernaculaire mais constitue une notion importée dans l'Inde du XIXe siècle par les administrateurs et par les juristes du régime colonial britannique ».

### Anthropologie
Selon certaines conceptions scientifiques qui avaient cours dans l'Europe du XIXe siècle, le comportement était héréditaire plutôt qu'acquis ; ainsi il est devenu possible d'affirmer que le crime est ethnique. Ce qui n'était jusque-là qu'un déterminisme social est devenu déterminisme biologique,.
L'inspiration de la loi a été rapprochée des thèses du médecin Cesare Lombroso, un des fondateurs à la fin du XIXe siècle de l'École italienne de criminologie, selon lequel « on naît criminel ».

## Histoire
Le gouvernement colonial a constitué une liste de « castes criminelles ». Tous les membres recensés dans ce registre étaient limités dans leurs déplacements et dans leurs fréquentations. Dans certaines régions, des castes entières étaient présumées coupables de naissance, arrêtées, des enfants séparés de leurs parents et détenus dans des colonies pénitentiaires ou mis en quarantaine sans jugement,,.

### Présentation du projet de loi en 1871
Lorsque le projet de loi a été présenté en 1871, le représentant  du gouvernement britannique James Fitzjames Stephen a déclaré : « ... depuis des temps immémoriaux, les gens poursuivent des emplois définis par le système des castes : le tissage, la menuiserie et autres sont des emplois héréditaires. Il doit donc y avoir eu aussi des criminels héréditaires qui ont exercé la profession de leurs ancêtres ». Marie Fourcade note à propos de cette déclaration le fait que J. F.Stephens amalgame caste, tribu, et métier ; selon cette historienne, l'administrateur britannique utilise un vocabulaire inadéquat qui détourne les mots du sens qu'ils pouvaient avoir dans la société indienne.
James F. Stephen ajoute : « Quand nous parlons de criminels professionnels, nous… (entendons) une tribu dont les ancêtres étaient des criminels depuis des temps immémoriaux, qui sont eux-mêmes destinés par l'usage de la caste à commettre des crimes, et dont les descendants seront des délinquants contre la loi, jusqu'à ce que toute la tribu soit exterminée ou comptabilisée comme délinquante ».

### Soutien public à la loi
Le gouvernement britannique a été en mesure de mobiliser un grand nombre de soutiens publics, y compris la presse nationaliste, car le Criminal Tribes Act était présenté comme une mesure de réforme sociale qui amendait les criminels par le travail. Cependant, lorsque ces personnes ont essayé de gagner leur vie comme tout le monde, elles n'ont pas trouvé de travail en dehors des colonies pénitentiaires à cause des préjugés du public et de l'ostracisme dont elles étaient victimes.

### Restrictions, peines, colonies de redressement
Une fois qu'une tribu était officiellement notifiée (c'est-à-dire catégorisée « tribu criminelle ») ses membres n'avaient aucun recours pour abroger ces avis dans le cadre du système judiciaire. Dès lors, leurs déplacements étaient surveillés grâce à un système d'enregistrement obligatoire et de laissez-passer, qui précisaient les zones dans lesquelles ces individus pouvaient voyager et résider, et les magistrats de district devant tenir des registres relatifs à ces personnes.
De nombreuses tribus étaient « installées » dans des « villages de réforme » sous la garde de la police qui s'assurait qu'aucun de leurs membres ne s'absentait sans préavis. L'imposition de postes de police punitifs dans les villages ayant des antécédents de « faute » était également courante. Les premiers villages de réforme ont vu le jour en 1857.
En 1897 a vu un autre amendement à la loi, dans lequel les gouvernements locaux ont été habilités à établir des colonies ou maisons « de redressement » pour les garçons tribaux âgés de quatre à dix-huit ans, arrachés à leurs parents.
En 1908, des « établissements » spéciaux ont été construits pour les tribus notifiées où elles devaient effectuer des travaux forcés. Avec les modifications ultérieures de la loi, les peines ont été augmentées et la prise des empreintes digitales de tous les membres de la tribu criminelle rendue obligatoire. Ce contrôle strict a été mis en place pour prévenir d'éventuelles révoltes, selon de nombreux spécialistes.
Au Pendjab, au nord de l’Inde, la police a imputé aux dites tribus criminelles plus des deux tiers des procédures non résolues pour vol. Selon l'historien A. Sauli et l'anthropologue A. Soucaille, « invoquant le caractère culturel d’une "véritable addiction au crime", la hiérarchie préconisa un traitement radical : l’internement administratif correctif des groupes entiers, enfants compris ».

### Portée et extension géographique de la loi
Le Criminal Tribes Act est l'une des nombreuses lois adoptées par le gouvernement colonial qui s'appliquaient aux Indiens en fonction de leur religion et de l'identification de leur caste,,. Le Criminal Tribes Act même s'il utilise le terme Tribus, incluait les castes dans le champ d'application de la loi.
Une enquête a été mise en place en 1883, pour étudier la nécessité d'étendre la loi au reste de l'Inde, et a reçu une réponse affirmative. Finalement, en 1911, il a également été promulgué dans la présidence de Madras, amenant l'Inde entière sous la juridiction de cette loi.

## Victimes

### Tribus et castes
Selon l'historien Ramnarayan Rawat les castes de criminels de naissance en vertu de cette loi comprenaient initialement les Gurjar et les Lodhi, puis ont été étendues à la fin du XIXe siècle pour inclure la plupart des Chamars, ainsi que les Sanyasis et les tribus montagnardes. Parmi les autres grands groupes de castes britanniques inclus parmi les criminels de naissance en vertu de cette loi, citons les Ambalakarars, Bowreah, Bhar, Bhîl (qui s'étaient rebellés contre les Britanniques au milieu du XIXe siècle), Budducks, Bedyas, Chamars, Chharas de Gujarat, ceux qui sont appelés aujourd'hui Dalits (intouchables), Dasads, Dharees, Domes, Magahiya Doms, Dormas, Gujjar, Kanjars,Gahsees Boayas, les Konds et Sabors de Odisha (qui avaient combattu les Britanniques dans la région de Kandhamal), Lodhi, Pasi, Nats du Rajasthan, Kuravar (en), Nonias, Moosaheers, Phase Pardhis, Pramalai Kallar,Rabari, Rajwars, Sansis ou Sansiyas, Sowakhyas.
Des centaines de communautés hindoues ont été soumises au Criminal Tribes Act. En 1931, le gouvernement colonial a répertorié 237 castes et tribus criminelles en vertu de la loi dans la seule présidence de Madras.

### Communautés du troisième genre
Si le Criminal Tribes Act visait principalement les communautés tribales, il comprenait également des dispositions limitant les droits des personnes et des communautés transgenres et de genre non conforme en Inde. Les hijras en particulier ont été ciblés en vertu de la loi.
La Criminal Tribes Act de 1871 a créé la catégorie d'« eunuque » pour désigner les nombreuses communautés de genre non-conforme, souvent sans lien de parenté, en Inde, notamment les hijras, les khwajasarais et les kotis. «Terme colonial stigmatisant» pour les hijras, l'étiquette «eunuque» a été utilisée comme catégorie fourre-tout pour quiconque n'était pas conforme aux idéaux britanniques traditionnels de masculinité ; la plupart des membres des communautés classées comme "eunuques" ne s'identifiaient pas comme hommes ou femmes. Selon l'historienne Jessica Hinchy, l'administration coloniale voyait dans les hijras une population ingouvernable : les hijras ne s'inscrivaient dans les catégories juridiques binaires des Britanniques, qui consacraient la famille et l'hétérosexualité ; de plus, les hijras étaient amenés à effectuer des trajets pour collecter des sortes d'aumônes (badhai), et même si ces trajets étaient courts, cela suffisait pour faire tomber les hijras dans la catégorie des vagabonds, autrement dit des criminels, selon les conceptions européennes de l'époque.
Les autorités coloniales ont affirmé qu'il était nécessaire de surveiller les « eunuques » pour les empêcher de se livrer à la sodomie, d'enlever et de castrer des enfants. En réalité, il y avait peu de preuves officielles d'enlèvements d'enfants par des communautés de genre non-conforme en Inde, ou d'enfants vivant en nombre dans des communautés de genre non-conforme. Les quelques enfants qui vivaient avec la hijra en ont été retirés, malgré le fait que la plupart n'avaient pas d'autres tuteurs légaux, et qu'ils avaient été adoptés dans la communauté hijra parce qu'ils étaient orphelins ou non désirés par leur famille biologique.
En vertu du Criminal Tribes Act, un eunuque pouvait être « respectable » ou « suspect ». Les eunuques suspects portaient en public ce que les autorités britanniques ont présenté comme des vêtements féminins. Il suffisait qu'une personne se livre aux activités traditionnelles de la hijra, la danse publique et le port de vêtements féminins, pour devenir « raisonnablement suspecte » d'enlèvement, de castration, de sodomie, et pour faire l'objet de contrôles policiers,,.
Le Criminal Tribes act était sous-tendu, d'après l'historienne Jessica Hinchy, par la volonté de « provoquer l'extinction progressive de la communauté Hijra ». La partie du Criminal Tribes Act qui concernait les hijras a été abrogée en 1911, car, selon le haut fonctionnaire Sir John Prescott Hewett, « les eunuques sont en train de s'éteindre ».
Plusieurs aspects du Criminal Tribes Act se retrouvent dans la législation indienne postérieure à l'indépendance de l'Inde, jusqu'au XXIe siècle inclus. Ainsi par exemple dans les années 2010 deux gouvernements d'État, Karnataka et Telangana, ont réintroduit dans leurs lois le terme colonial d'« eunuque ». Face à la  forte mobilisation des militants, « eunuque » a été supprimé, et remplacé par « personne », mais la formule selon laquelle une personne peut être «raisonnablement soupçonnée d'avoir kidnappé ou émasculé des garçons ou d'avoir commis des infractions contre nature» apparaît comme un legs du Criminal Tribes Act. Une certaine continuité domine dans le maintien des normes en matière de sexualité et de genre malgré l'abolition des Criminal Tribes Act ; aussi, les hijras continuent d'être perçus comme déviants.

## Réforme de la loi
Cette pratique est devenue controversée et n'a pas bénéficié du soutien de tous les responsables coloniaux britanniques. Selon Henry Schwarz, professeur à l'Université de Georgetown spécialisé dans l'histoire de l'Inde coloniale et postcoloniale, cette pratique qui s'est perpétuée plusieurs décennies était en contradiction dès le début du XXe siècle avec la proclamation selon laquelle les gens « ne pouvaient pas être incarcérés indéfiniment sur la présomption de mauvais caractère [hérité] »,,.
En 1936, Jawaharlal Nehru dénonçant la loi a déclaré : « Les dispositions monstrueuses du Criminal Tribes Act constituent une négation de la liberté civile. Aucune tribu [ne peut] être classée comme criminelle en tant que telle et l'ensemble du principe [est] en désaccord avec tous les principes civilisés »,.

### Abolition en 1949
La loi a été abrogée en août 1949, ce qui a entraîné la dépénalisation de 2 300 000 membres de tribus. Le comité nommé la même année par le gouvernement central pour examiner cette loi, déclara en 1950 qu'elle violait l'esprit de la constitution indienne.
D'après les données chiffrées de la police, la délinquance n'a pas connu de hausse significative à la suite de l'abrogation de la loi.

### Habitual Offenders Act, 1952
La Loi sur les récidivistes Habitual Offenders Act (HOA) (1952) a été promulguée à la place du CTA ; elle autorise «l'enregistrement nominal et la détention en colonie de redressement pour les individus condamnés à trois reprises au moins». Elle marque en théorie un certain progrès par rapport au Criminal Tribes Act puisqu'elle repose sur l'idée de culpabilité individuelle et non plus sur la supposée « hérédité criminelle» du CTA. Cependant en pratique le HOA a restigmatisé les « tribus criminelles » déjà marginalisées.

## Effets persistants
Bon nombre de ces tribus dénotifiées ont continué à porter le poids d'une stigmatisation sociale très marquée et relèvent de la nouvelle « loi sur la prévention des activités antisociales » (Prevention of Anti-Social Activity Act, PASA). Un grand nombre d'entre elles se sont vu refuser le statut de castes répertoriées (Scheduled Castes, SC), de tribus répertoriées (Scheduled Tribes, ST) ou d'autres classes arriérées (Other Backward Classes, OBC), statut qui leur aurait permis de bénéficier d'une "réservation" en vertu de la loi indienne, c'est-à-dire d'un quota réservé de sièges dans des emplois gouvernementaux et des établissements d'enseignement ; ainsi la plupart d'entre elles vivent encore en dessous du seuil de pauvreté et dans des conditions inhumaines.
Au cours du siècle qui a suivi sa disparition juridique, l'identité criminelle attachée à certaines tribus du fait du CTA a été intériorisée par la société, et par la police, dont les méthodes perpétuent les usages de l'ère initiée par la loi, il y a un siècle, quand certaines tribus étaient étroitement surveillées et documentées.
La nouvelle loi réinscrit simplement les "tribus criminelles" en tant que tribus dénotifiées. Aujourd'hui, la catégorie sociale généralement connue sous le nom de tribus dénotifiées et nomades comprend environ 60 millions de personnes en Inde.

## Opposition internationale au Habitual Offenders Act de 1952
La Commission nationale des droits de l'homme a recommandé l'abrogation de la loi de 1952 sur les récidivistes (Habitual Offenders) en février 2000. Plus tard en mars 2007, le Comité pour l'élimination de la discrimination raciale (CERD), organisme de lutte contre la discrimination des Nations unies, a souligné le fait que « les dénotifiés et nomades répertoriés pour leurs prétendues « tendances criminelles » en vertu de l'ancien Criminal Tribes Act (1871) continuent d'être stigmatisés en vertu de la loi sur les récidivistes (1952) (art. 2 (1)) ; il a demandé à l'Inde d'abroger cette loi et de réhabiliter efficacement les tribus dénotifiées et nomades. Selon l'organisme, étant donné qu'une grande partie de la "Loi sur les récidivistes (1952)" est dérivée de la "Loi sur les tribus criminelles de 1871", elle ne donne qu'un nouveau nom aux tribus dénotifiées, d'où la stigmatisation persistante, et l'oppression ;la loi est dénoncée à deux égards, d'abord parce que " tous les êtres humains naissent libres et égaux ", et deuxièmement parce qu'elle nie un principe précieux du système de justice pénale – selon lequel tout être humain est innocent jusqu'à preuve du contraire.
En 2008, la Commission nationale des tribus dénotifiées, nomades et semi-nomades (NCDNSNT) du ministère de la Justice sociale et de l'Autonomisation a recommandé que les mêmes mesures d'aide et de discrimination positive dont bénéficient les castes et tribus répertoriées soient étendues à environ 110 millions de membres de tribus dénotifiées, nomades ou semi-nomades en Inde. La commission a en outre recommandé que les dispositions de la loi de 1989 sur les castes et tribus répertoriées (prévention des atrocités)  (Scheduled Caste and Scheduled Tribe (Prevention of Atrocities) Act, 1989) soient également applicables à ces tribus. Aujourd'hui, de nombreux organismes gouvernementaux et non gouvernementaux sont impliqués dans l'amélioration du sort de ces tribus dénotifiées à travers divers programmes et programmes éducatifs.

## Au cinéma
Au moins deux courts métrages ont été réalisés sur la situation des tribus dénotifiées en Inde, le premier Mahasweta Devi : Witness, Advocate, Writer (2001) de Shashwati Talukdar (en), un film sur la vie et l'œuvre de l'activiste social et lauréat du prix Magsaysay, Mahasweta Devi, qui œuvre en faveur des tribus depuis plus de trois décennies. Le deuxième, Acting Like a Thief (2005) de P. Kerim Friedman & Shashwati Talukdar (en), est centré sur une troupe de théâtre tribal Chhara à Ahmedabad, en Inde.